# Moriz von Lyncker

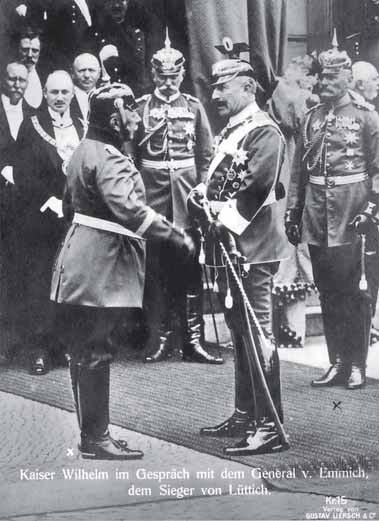
Lyncker (à droite) le 20 juin 1913 dans l'entourage de l'empereur lors de l'inauguration du. La référence au vainqueur de Liège dans la légende est un ajout des années de la Première Guerre mondiale

Moritz Freiherr von Lyncker (né le 30 janvier 1853 à Spandau et mort le 20 janvier 1932 à Demnitz) est un colonel général prussien et chef du cabinet militaire.

## Biographie

### Origine
Moriz est issu d'une famille militaire prussienne. Son grand-père est le Rittmeister Friedrich von Lyncker, ses parents sont le major prussien Arthur von Lyncker (de) (1814-1895) et sa femme Emma, née Sieck (1829-1916), fille du propriétaire de la teinturerie Christian Sieck. Son frère Kurt (1867-1934) devient général de division prussien.

### Carrière militaire
Lyncker est diplômé du lycée royal Guillaume de Berlin et est intégré le 25 mars 1870 en tant que volontaire de trois ans (de) avec la perspective d'une promotion au 2e régiment de grenadiers de la Garde de l'armée prussienne. Lyncker participe à la guerre contre la France avec ce régiment en 1870/71, est grièvement blessé à la bataille de Saint-Privat et reçoit la croix de fer de 2e classe.
De 1878 à 1881, il étudie à l'Académie de guerre et, après avoir été affecté à l'état-major général, sert comme commandant de compagnie au 1er régiment à pied de la Garde. Plus tard, il est adjudant du prince héritier Frédéric, dans l'état-major de la 18e division d'infanterie à Flensbourg, à l'état-major du 4e corps d'armée à Magdebourg et en tant que commandant de bataillon dans le régiment de fusiliers de la Garde. De 1895 à 1898, il est le premier gouverneur militaire (éducateur) des princes impériaux et est promu colonel pendant cette période. Il devient ensuite commandant du 3e régiment de grenadiers de la Garde. En 1901, il est promu général de division et l'année suivante, il prend la tête de la 1re brigade d'infanterie de la Garde à Potsdam. En 1905, il prend le commandement de la 19e division d'infanterie à Hanovre et est promu Generalleutnant.
Après la mort subite du chef du cabinet militaire, le général von Hülsen-Haeseler, il devient adjudant-général faisant fonction le 17 novembre 1908 et est nommé à sa succession. Il est donc responsable des affaires de personnel de l'armée prussienne. Pendant la Première Guerre mondiale, Lyncker, General der Infanterie depuis 1909, est l'un des plus proches collaborateurs de l'empereur Guillaume II. En avril 1918, il est nommé colonel général. De 1918 à 1919, il est président du tribunal militaire impérial avant de prendre sa retraite en juillet 1919.

### Famille
Lyncker a épousé Anne-Marie von der Horst (de) (1857-1945) à Potsdam en 1889. Elle est la fille du lieutenant général prussien Bodo von der Horst (de). Le mariage produit six enfants. Deux des fils sont morts en tant qu'officiers de première ligne pendant la Première Guerre mondiale. Sa fille Anne Marie (née en 1901) devient supérieure de la Maidenschule d'Obernkirchen.